# Kościół św. Bartłomieja w Jezioranach
Kościół św. Bartłomieja w Jezioranach — świątynia parafii Najświętszego Serca Pana Jezusa w Jezioranach.

## Historia

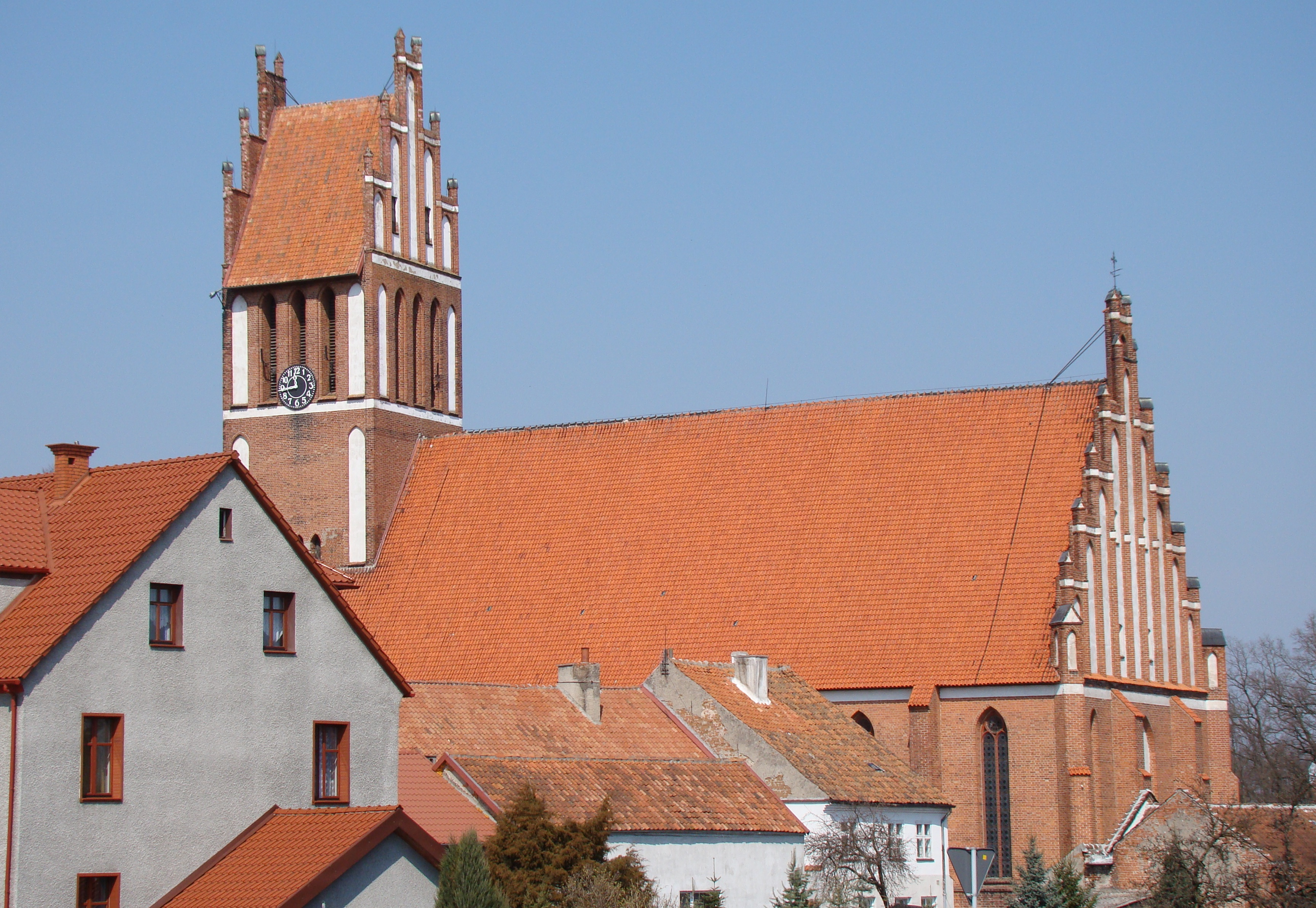
Widok ogólny

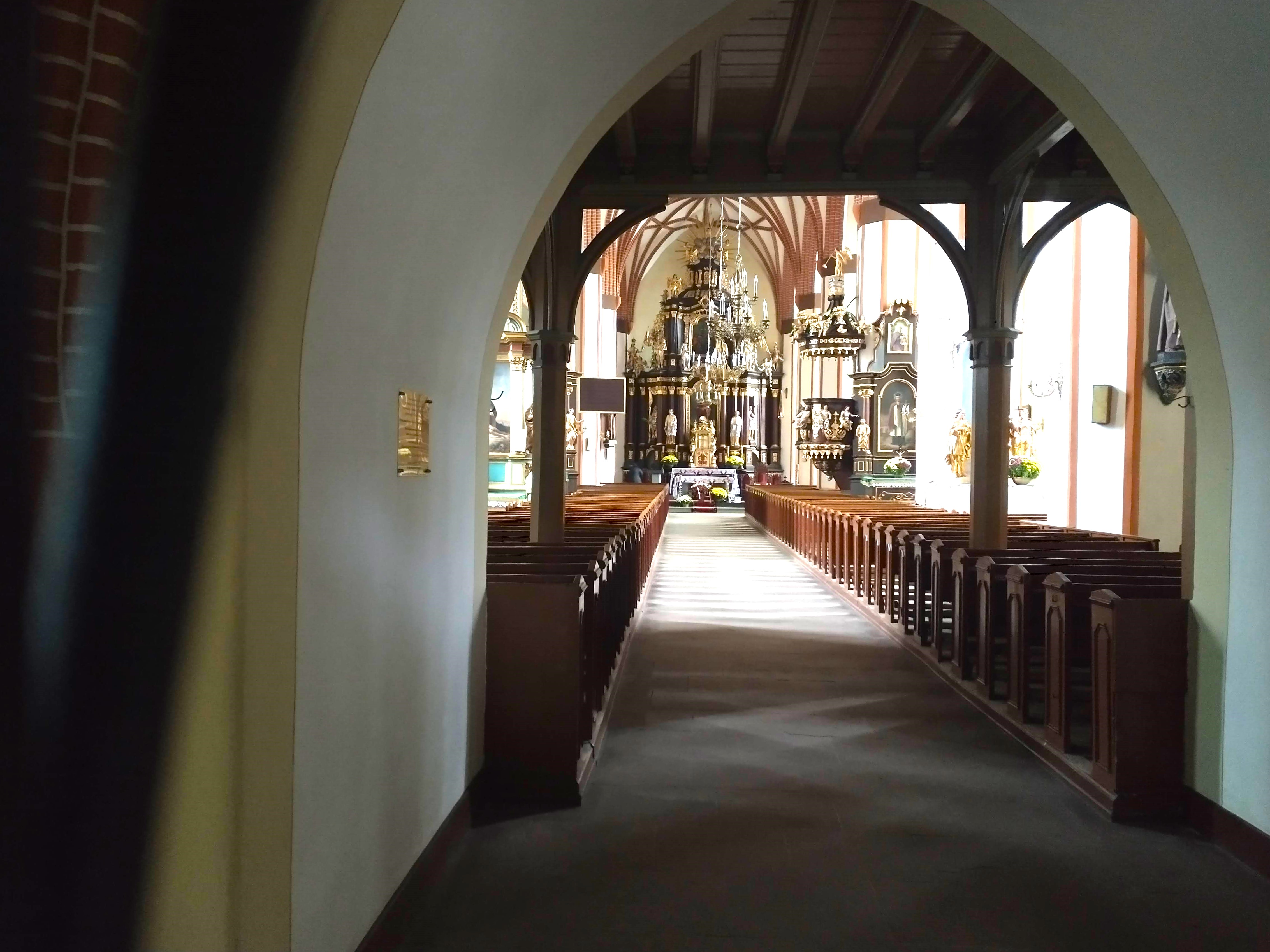
Wnętrze

Gotycki kościół św. Bartłomieja z 1390 r. (według tradycji miał, być ukończony w 1345 r., kiedy w dokumencie lokacyjnym uposażył go biskup Herman z Pragi) z wieżą dobudowaną w początkach XX wieku i cenną kołatką – jednym z rzadkich okazów sztuki odlewniczej. Wzniesiony jako trójnawowa hala bez chóru o czterech przęsłach, na planie zapożyczonym z kościoła św. Jana w Ornecie. Cegła ułożona według tzw. wątku polskiego. Podmurówka z kamienia polnego.
W 1912 r. kościół był poddany gruntownej renowacji, połączonej z rozbudową korpusu o dwa przęsła wschodnie, a wieża nadbudowana o dwie kondygnacje. Prezbiterium nie zostało wyodrębnione ale dobudowano nowa kruchtę a wieża została podwyższona. 
Obecnie jest to budowla halowa, trójnawowa, sześcioprzęsłowa (dwa przęsła pseudogotyckie), z piętrową zakrystia od strony północnej, kruchtą od strony południowej i kwadratowa wieża od strony zachodniej. W nawie głównej sklepienie gwiaździste, w nawie bocznej - sieciowe. Wieża z zegarem, czterokondygnacyjna z ostrołukowymi blendami. Portal ostrołukowy z profilowanymi ościeżami. W fasadzie kruchty znajduje się metalowa płaskorzeźba z popiersiem Matki Boskiej z Dzieciątkiem i napisem, odnoszącym się do pożaru z 1873 r.
Wyposażenie kościoła w większości barokowe (niejednolite, mieszane, z XVIII i XIX w.). Ołtarz główny z warsztatu Jana Chryzostoma Schmidta z Reszla pochodzi z roku 1734 r., konsekrowany przez bp Adama Stanisława Grabowskiego 16 października 1752 r.
Do parafii należą także:
- kaplica Świętego Krzyża w Jezioranach
- poenwagelicki kościół Błogosławionej Jadwigi (od 1992 r.) w Jezioranach
- zabytkowy kościół pw. Jana Chrzciciela w Tłokowie,
- kościół-sanktuarium św. Rocha w Tłokowie,
- kościół św. Walentego w Piszewie
- kaplica św. Marii Magdaleny w Krokowie
- kaplica Matki Boskiej Częstochowskiej w Miejskiej Wsi

Zobacz też: Parafia św. Bartłomieja w Jezioranach